# Lasse Persson (konstnär)
Lars (Lasse) Erik Persson, född 13 januari 1937 i Lidköping, död 21 september 1999 i Rönninge, Salems församling, Södermanland, var en svensk målare.
Han var son till möbelsnickaren Sven Oskar Fredrik Persson och Ida Maria Johansson.
Persson studerade vid Gerlesborgsskolan 1952 och vid Signe Barths målarskola i Stockholm 1955-1957 samt under studieresor till Nederländerna Belgien och Tyskland. Han var under en period bosatt i Frankrike och passade då på att studera vid Académie Julian i Paris. Han återvände till Sverige och studerade då för Lennart Rodhe vid Konsthögskolan i Stockholm 1961-1966. Han debuterade med en separatutställning i Lidköping 1957 och ställde därefter ut separat på bland annat Läckö slott, Konstnärshuset, Konstakademien, Galleri Ahlner, Galerie Blanche i Stockholm och Galleri Holm Malmö. Tillsammans med Kurt Beckman och Marina Ribbing ställde han Lidköping. Han medverkade i samlingsutställningar arrangerade av Skaraborgs läns konstnärsförbund och på Göteborgs konsthall. 
Hans konst består av nonfigurativa kompositioner, stilleben, interiörer och figurer, med geometrisk bildbyggnad och landskap. Persson är representerad vid Nationalmuseum, Moderna museet, Jönköpings läns museum, Örebro läns museum, Göteborgs konstmuseum och Institut Tessin i Paris.